# Полиб (краљ Коринта)
Полиб (грч. Πόλυβος) је у грчкој митологији био краљ Коринта.

## Митологија
Био је ожењен Перибејом или Меропом и са једном од њих имао кћерку Алкиноју. Он је усвојио Едипа и када је умро од болести, Едип је то тешко прихватио, јер га је сматрао оцем. Међутим, када је Едип одрастао, другови су му завидели на храбрости коју је испољио, па су говорили да није краљев син, јер је Полиб био благе нарави, а Едип је био агресиван.
Паусанија је писао о њему као о краљу Сикиона. (Видети: Полиб (Хермесов син)).